# Josep Roura i Estrada

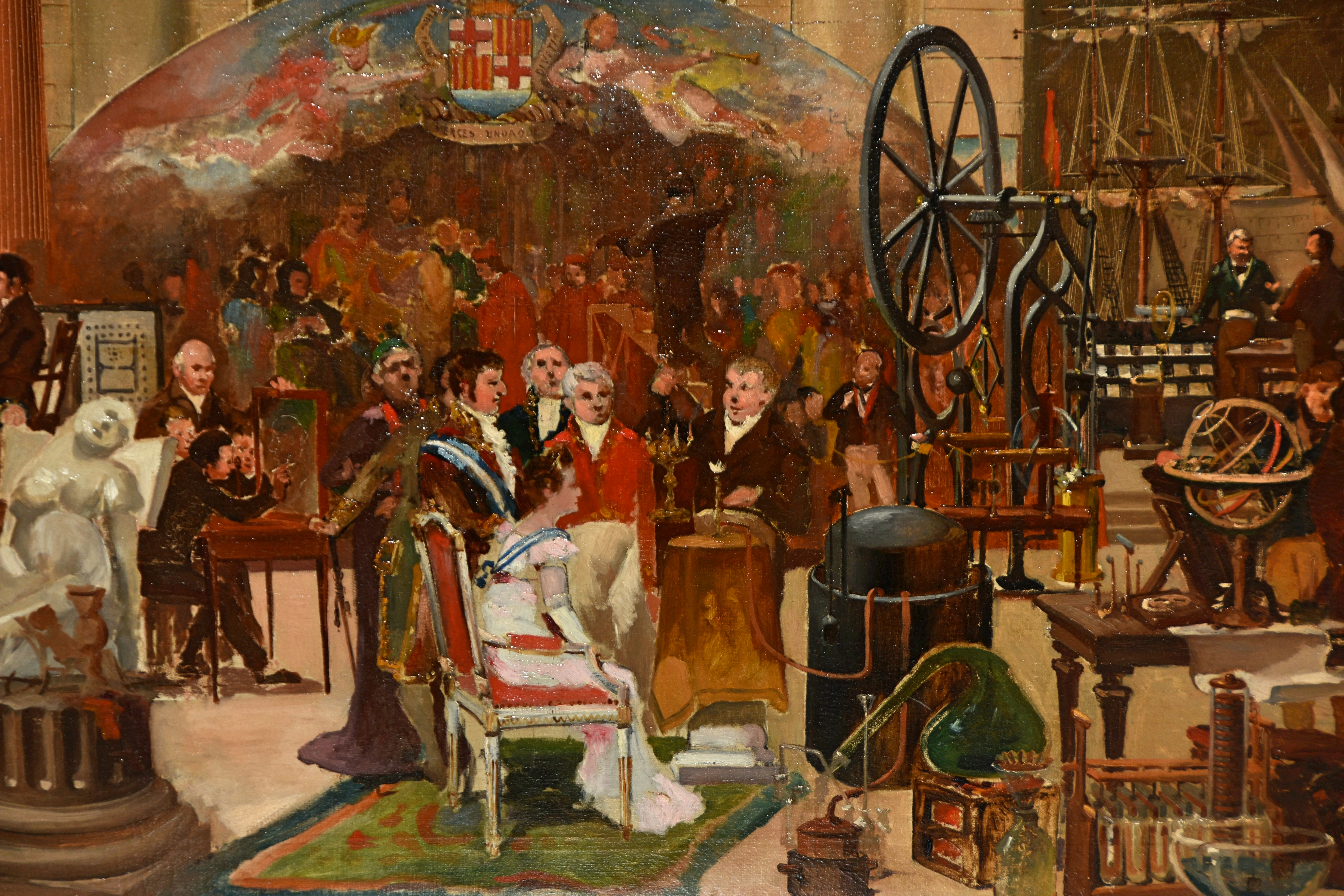
Emili Casals Camps: Josep Roura erklärt den Spanischen Königen seine Erfindung der Gasbeleuchtung.

Josep Roura i Estrada (* 9. April 1797 in Sant Feliu de Guíxols; † 25. Mai 1860 in Barcelona) war ein katalanischer Chemiker.
Roura erwarb 1820 einen Universitätsabschluss in Geisteswissenschaften und in Chemie an der Universität Montpellier. Während der kurzzeitigen Rückkehr der Universität Cervera nach Barcelona im Jahr 1823 war Roura Professor der Chemie in Barcelona. Roura absolvierte weitergehende Studien in Frankreich und in Holland. 1826 erhielt er an der Junta de Comerç (Handelskammer) von Barcelona den Lehrstuhl für Chemie.
Roura unternahm 1824 als Erster Versuche zur Einrichtung von Gasbeleuchtungen in Städten der katalanischen Länder. 1826 demonstrierte er öffentlich eine Gasbeleuchtung in Barcelona. 1832 unternahm er dies auch in Madrid anlässlich der Geburt der Infantin Luisa Fernanda von Spanien. Die Stadtverwaltung von Barcelona installierte jedoch bis 1841 keine öffentliche Gasbeleuchtung.
Später widmete sich Roura önologischen Themen. Er veröffentlichte 1839 das Werk Memoria sobre los vinos y su destilación (Gedanken über den Wein und seine Destillation). 1846 entdeckte er das sogenannte „Weiße Pulver“ auch „Roura-Pulver“ genannt. Dies war ein Sprengstoff, der um vieles stärker war als das bis dahin bekannte „Schwarze Pulver“. Dieser neuartige Sprengstoff wurde von der spanischen Armee auch in Gebrauch genommen.
Roura war Mitglied der Reial Acadèmia de Ciències i Arts de Barcelona (Akademie der Wissenschaften und Künste). Er war Lehrer und später Direktor der Escola Industrial de Barcelona (Schule für Industrietechnik Barcelona).